# 電鋼琴
電鋼琴(Electric piano)、數位鋼琴(Digital piano)、電子琴(Electronic piano)，都是鍵盤(KEYBOARD)樂器的通稱。通常用來稱呼模仿傳統鋼琴或管風琴的聲音與彈奏感。而目前電鋼琴通常指模仿傳統鋼琴的樂器，如Alesis Prestige 電鋼琴。而電子琴，在台灣用來指類似CASIO這類的小型鍵盤，不著重於模仿鋼琴，而更重於創新音色，輕巧好彈的琴鍵。
電鋼琴目前的型式如下
- 攜帶型: 只有鍵盤部分，可放桌上或使用簡易琴架，如常見的折疊X架，並接上一個延音踏板。不過目前的廠商也多會提供類似傳統鋼琴型式的琴架與三踏板作為選購。
- 直立式: 樣子類似直立式傳統鋼琴，也就是連接者鍵盤的腳架與三踏板，也通常有琴蓋與琴椅，如常見的FLYKEYS SK3。

以上為市場的通常用法，但製造商與專業人士則以下面方式細分傳統的電鋼琴/數位鋼琴的差異。

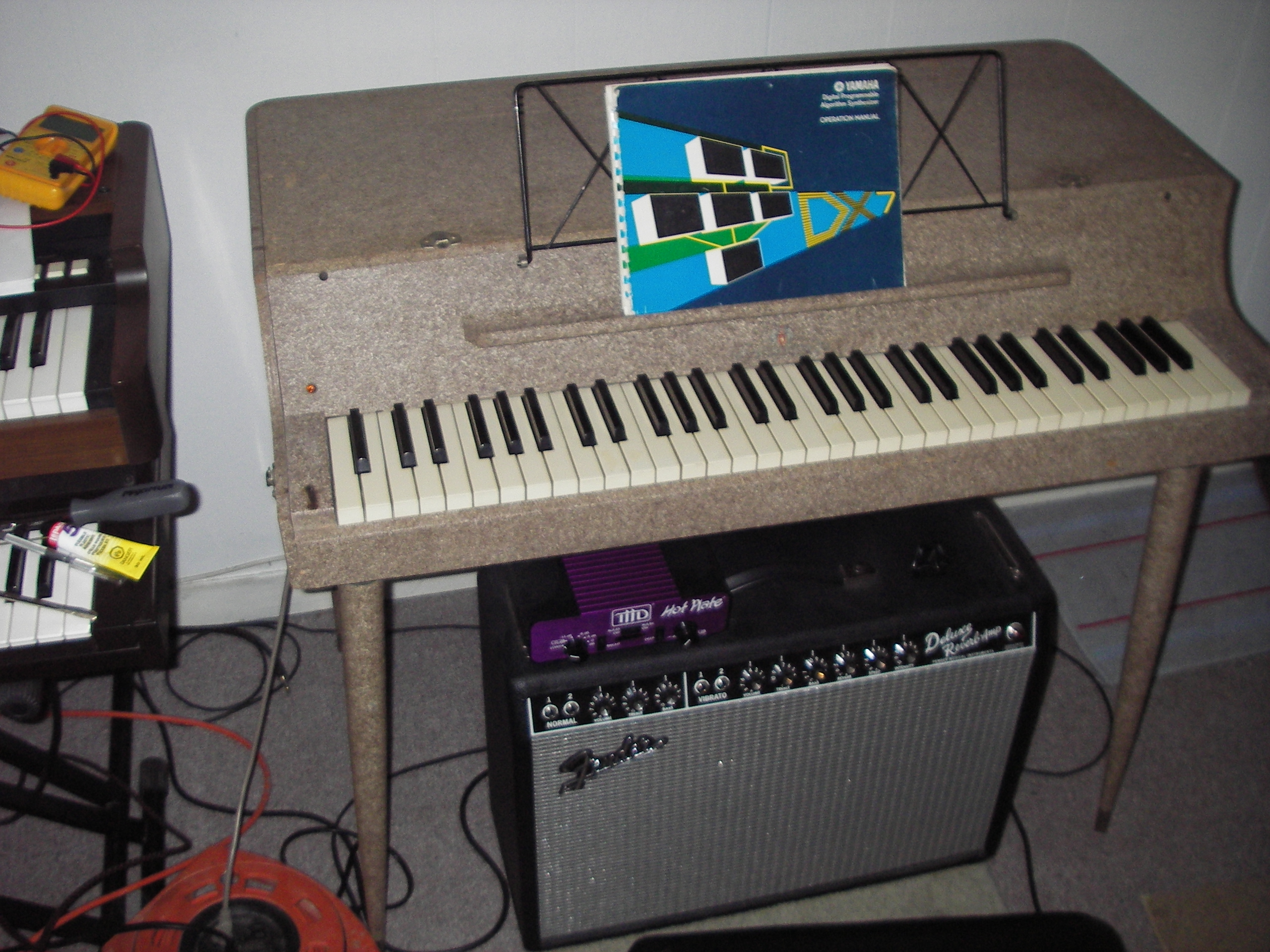
Wurlitzer 112與吉他音箱

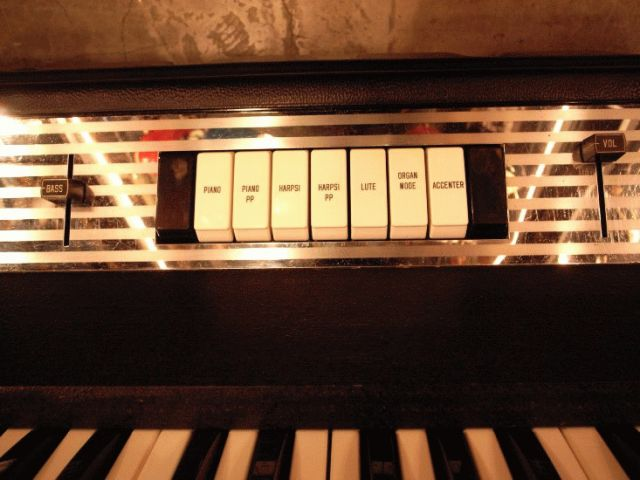
RMI 368X的控制介面，可控制低音程度、音色及音量

電鋼琴（Electric piano），是一種具有拾音器的鍵盤樂器，其發聲原理是使用鋼琴裝置碰撞鋼琴弦或金屬片的聲音，再經由拾音器轉化成電信號，輸出至放大器（吉他音箱）或錄音設備。

## 歷史
隨著電鋼琴的發展及音樂風格演化的需要，後來有很多電鋼琴已經由原本的鋼琴弦換成了金屬片作為振動體，以令音色有更多變化及滿足曲風的需求，如Rhodes Piano、Wurlitzer EP-200A等等。但亦有不少電鋼琴至今仍保留使用鋼琴弦，如Yamaha的CP-70 Electric Grand Piano、Electra Piano等等。

## 比較

### 與電吉他及電貝斯的比較
電鋼琴與電吉他及電貝斯同樣都具有拾音器，也都是需要透過放大器（吉他音箱）的樂器。
不同的地方是，電鋼琴屬於鍵盤樂器，電吉他則屬於撥弦樂器。

### 與鋼琴的比較
電鋼琴與鋼琴相同的地方是，其木造琴鍵牽動琴身內部包着絨氈的小木槌，繼而碰撞琴弦發出振動聲音。
不同的地方是，電鋼琴是運用了電磁學原理，由每條琴弦對應的每粒拾音器來感應，並收集每條琴弦的振動；當琴弦振動時，切割了拾音器的磁感線，從而使拾音器接上的導線中產生不同頻率的電流，當這些電流通過電子音箱還原時，就成了電鋼琴的聲音；但鋼琴則是直接透過共鳴箱讓琴槌彈奏的聲音比較大聲，鋼琴也沒有拾音器。

### 與數位鋼琴及數位合成器的比較
數位鋼琴跟數位合成器都是使用數位訊號，也具有General MIDI的大量樂器音色可以使用，然而這些特徵，電鋼琴並沒有。
電鋼琴與數位合成器的最大不同在於：1.其模擬真實三角大鋼琴（GrandPiano)的數據容量遠遠大於數位合成器，這樣使鋼琴音色的品質更加逼真，而其他音色對於電鋼琴並不是主要音色；2.電鋼琴的手感，更加接近真實鋼琴的錘感，數位合成器鍵盤則更多地考慮各種音色的演奏；3.電鋼琴的音色是內建在琴內的，而數位合成器的音色可以由演奏者自行編輯改變；4.電鋼琴更多面向自娛，本身有功率放大器和喇叭，而合成器考慮舞台的演奏琴內並無喇叭。
電鋼琴的音色已被列入MIDI規格當中，所以可使用數位鋼琴或數位合成器模擬電鋼琴的音色演奏，如下表：
- General MIDI規格

| No. | 英語             | 中文    |
| --- | ---------------- | ------- |
| 5   | Electric Piano 1 | 電鋼琴1 |
| 6   | Electric Piano 2 | 電鋼琴2 |

- General MIDI Level 2規格

| Patch Number   | Bank Number    | English                    | 中文           |
| Piano（鋼 琴） | Piano（鋼 琴） | Piano（鋼 琴）             | Piano（鋼 琴） |
| -------------- | -------------- | -------------------------- | -------------- |
| 5              | 0              | Rhodes Piano               |                |
| 5              | 1              | Detuned Electric Piano 1   | 失諧電鋼琴1    |
| 5              | 2              | Electric Piano 1 Variation |                |
| 5              | 3              | 60's Electric Piano        | 60年代電鋼琴   |
| 6              | 0              | Chorused Electric Piano    |                |
| 6              | 1              | Detuned Electric Piano 2   | 失諧電鋼琴2    |
| 6              | 2              | Electric Piano 2 Variation |                |
| 6              | 3              | Electric Piano Legend      |                |
| 6              | 4              | Electric Piano Phase       |                |

## 製造商列表
- Allen Organ公司（英语：Allen Organ Company）
  - RMI系列（英语：Rocky Mount Instruments）的Electra-piano
- Hohner公司
  - Cembalet（英语：Cembalet）
  - Pianet（英语：Pianet）
- Wurlitzer公司（英语：Wurlitzer）
  - Wurlitzer電鋼琴（英语：Wurlitzer electric piano）
- 芬達樂器公司
  - Rhodes Piano（英语：Rhodes Piano）
- 河合樂器製造公司
  - EP系列（英语：Electric grand piano#Kawai）
- 山葉公司
  - CP系列（英语：Electric grand piano#Yamaha）
- ALESIS 公司
  - PRSTIGE 系列
- FLYKEYS 公司
  - FK、SK、P、FP系列
- ARTESIA PRO 公司
  - A系列、PE系列

## 圖集

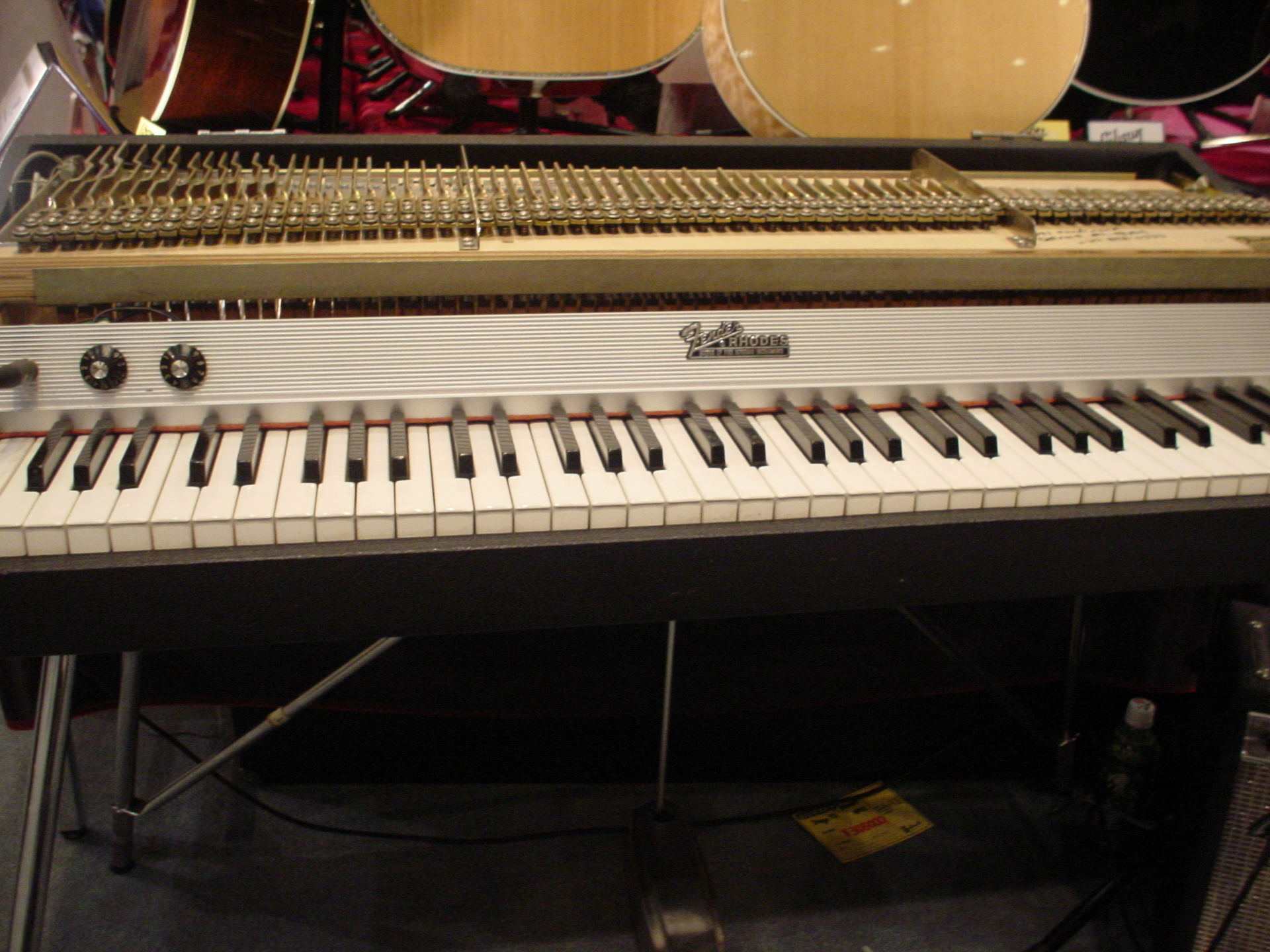
芬達樂器公司生產的一款Rhodes（英语：Fender Rhodes）電鋼琴MKI
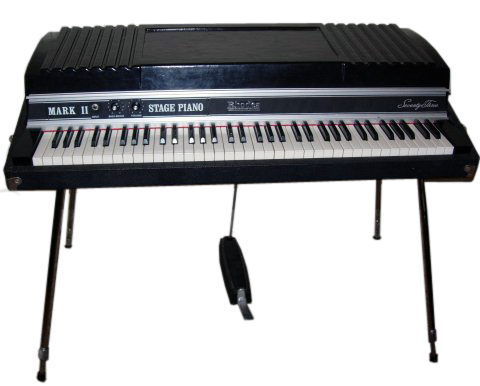
芬達樂器公司生產的另一款Rhodes（英语：Fender Rhodes）電鋼琴MKII
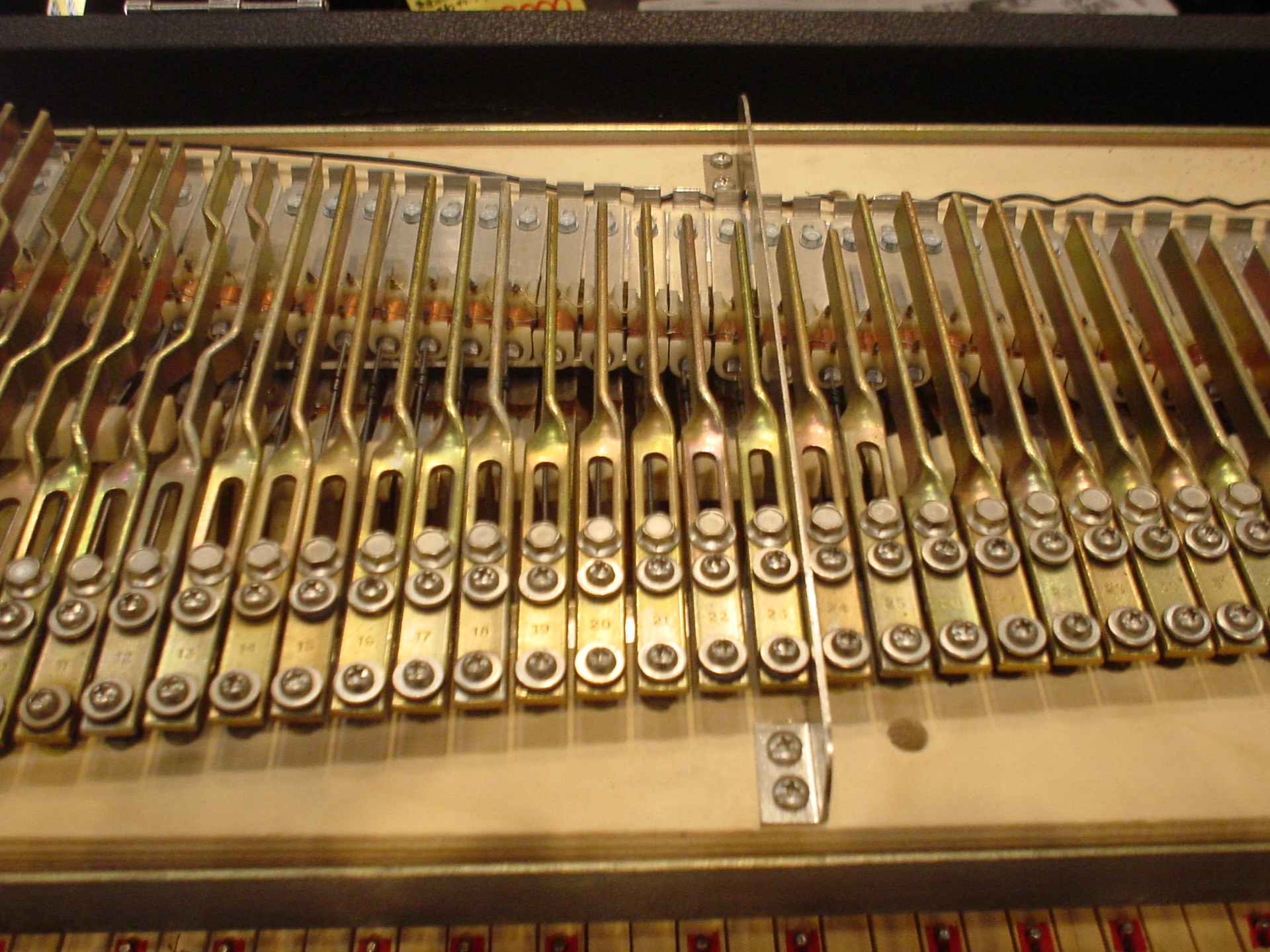
Fender Rhodes MKI的內部結構
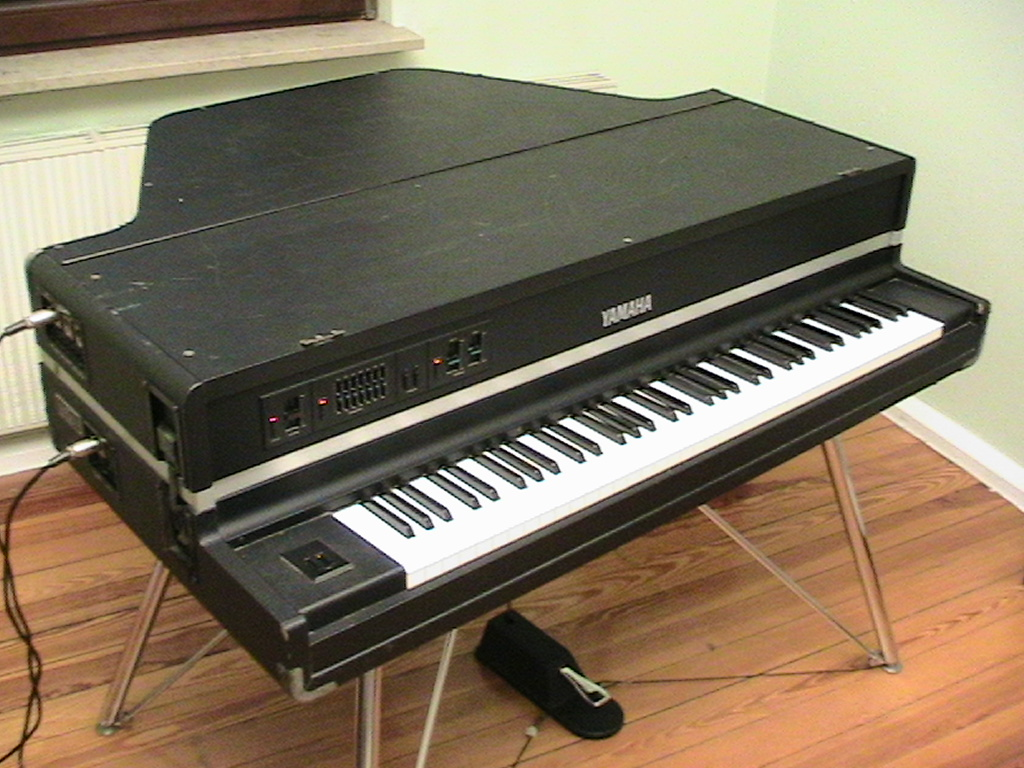
山葉株式會社的CP-70 Electric Grand Piano（英语：Electric grand piano）
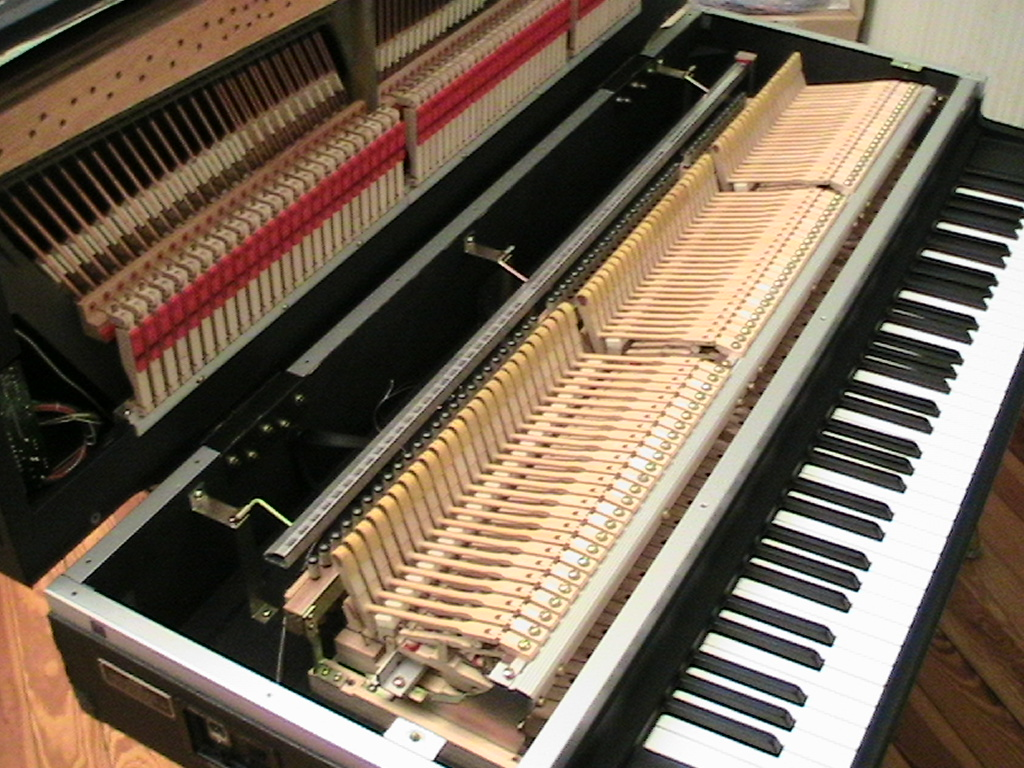
Yamaha CP-70 Electric Grand Piano（英语：Electric grand piano）的內部結構
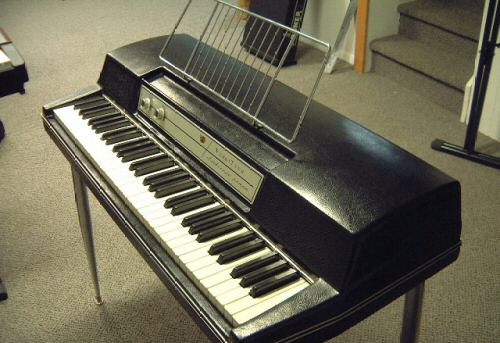
Wurlitzer 200A（英语：Wurlitzer electric piano）電鋼琴
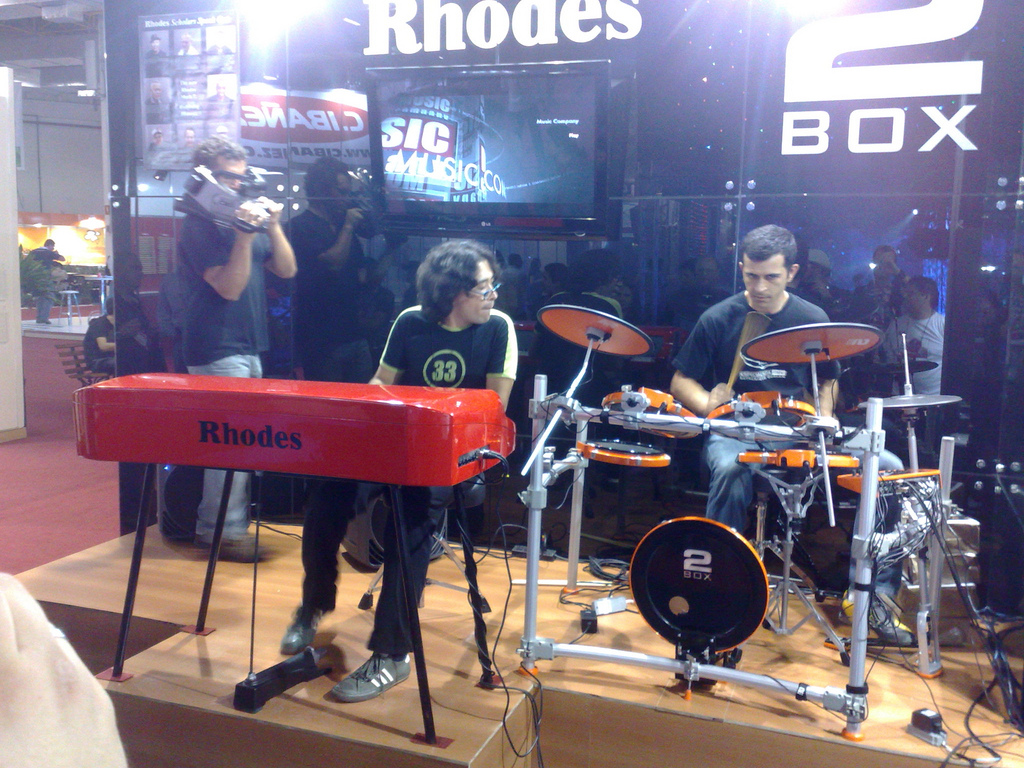
Rhodes（英语：Fender Rhodes） Mark 7（2009）正在表演中被使用
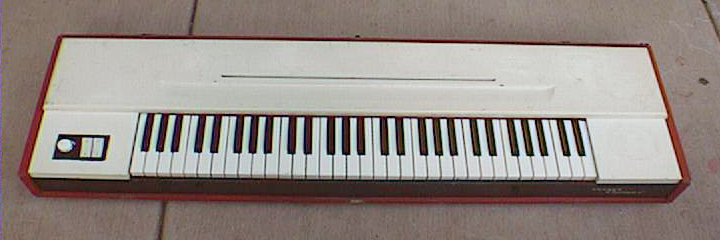
Clavinet（英语：Clavinet） C電鋼琴